# الدشان (حزم العدين)

تعديل مصدري - تعديل

الدشان محلة تابعة لقرية الربادة، التابعة لعزلة بني اسعد بمديرية حزم العدين إحدى مديريات محافظة إب في الجمهورية اليمنية، بلغ تعداد سكانها 133 حسب تعداد اليمن لعام 2004.